# Kochan (obwód iwanofrankiwski)
Kochan (ukr. Кохан) – wieś na Ukrainie w rejonie wierchowińskim obwodu iwanofrankiwskiego nad potokiem Kochan.